# Plebejus leodorus
Plebejus leodorus är en fjärilsart som beskrevs av Gerhard 1853. Plebejus leodorus ingår i släktet Plebejus och familjen juvelvingar. Inga underarter finns listade i Catalogue of Life.